# Polyisobuteen
Polyisobuteen is een polymeer van isobuteen, een organische verbinding opgebouwd uit vier koolstofatomen. Aan elk van de uiteinden van het polymeermolecuul is een dubbele binding aanwezig. Door hydrogenering verdwijnen de dubbele bindingen en ontstaat gehydrogeneerd polyisobuteen, dat voor cosmetische toepassingen wordt gebruikt. Polyisobuteen is een zacht rubber met een lage gaspermeabiliteit. De moleculaire massa kan variëren van circa 1000 tot meer dan 1.000.000 dalton. Dit hangt af van de procescondities.
In copolymerisatie met isopreen maakt men butylrubber dat geschikt is voor binnenbanden. Verder wordt polyisobuteen toegepast voor het explosief C-4.